# 엄기선 (1929년)
엄기선(嚴基善, 1929년 1월 21일 ~ 2002년 12월 9일) 또는 엄기매(嚴琪梅)는 일제강점기의 독립운동가이며 대한민국의 사회운동가이다.
1929년 1월 21일 중국 상하이 임시정부청사 옆 건물에서 태어났다. 10세의 나이였던 1938년 12월부터 한국광복군의 전신인 한국광복전선청년전시공작대에 오희옥 등과 함께 합류하여 박영준, 이재현, 노복선과 함께 일본군 내의 한국인 병사들을 상대로 공연과 연극을 통해 한국인 병사들의 광복군 합류를 선전하는 초모공작을 펼쳤다.
연극과 무용을 통해 대원들의 사기를 복돋우면서 중국 국민들에게 한국인의 독립에 대한 의지를 알리고자 노력했다. 1943년부터 일본군 내 한국인 병사들과 국내 동포, 연합국을 상대로 중국에서의 일본군의 전쟁범죄를 널리 알리고자 당시 충칭임시정부 선전부장이던 아버지 엄항섭을 도와 선전활동을 계속했다. 또한 투치아오(土橋)에 위치한 중화민국군의 일본군 포로수용소에 수용된 한국인 사병들을 위문하기도 하였다.
광복 후에는 서울대학교 영어과를 졸업하고 경기도 여주에서 교사로 활동하던 중 전쟁미망인들과 결손가정의 열악한 생활에 충격을 받아 1964년, 대한민국의 대전에 결손가정을 돕는 루시모자원을 세워 사회복지활동을 이어가던 중 2002년 12월 9일 지병으로 사망했다.